# سان ویتو ال تالیامنتو
سان ویتو ال تالیامنتو (به ایتالیایی: San Vito al Tagliamento) یک کومونه در ایتالیا است که در استان پوردنونه واقع شده‌است. سان ویتو ال تالیامنتو ۶۰٫۸۸ کیلومتر مربع مساحت و ۱۵٬۱۰۶ نفر جمعیت دارد و ۳۰ متر بالاتر از سطح دریا واقع شده‌است.

## خواهرخوانده
شهرهای Rixheim، اشتات‌لون، ناجاتد، زنکت فایت آن در گلان و بوداپست خواهرخوانده‌های سان ویتو ال تالیامنتو هستند.